# Joodse begraafplaats (achter Huize 't Eysink)
De oudste begraafplaats van de Joodse gemeenschap van Delden is gelegen aan de Hengeloseweg achter Huize 't Eysink in Delden, in de Overijsselse gemeente Hof van Twente. De begraafplaats is niet bereikbaar via de openbare weg.

## Geschiedenis

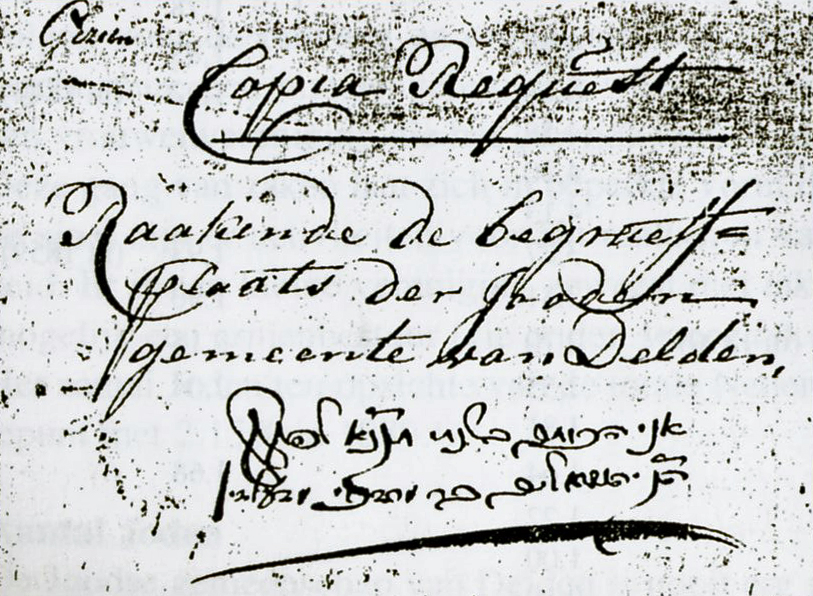
Oudste schriftelijke vermelding van de Joodse begraafplaats in Delden uit 1771

De eerste Joden vestigden zich op het eind van de 17e eeuw in Delden. Deze uit Duitsland afkomstige Joden vormden een kleine gemeenschap in Delden. Waarschijnlijk dateert deze oude begraafplaats - aan de Hengeloseweg achter Huize 't Eysink - uit de 17e eeuw en is daarmee een van de oudste Joodse begraafplaatsen van Nederland, die nog als begraafplaats herkenbaar is. De grond was door de eigenaren, leden van de familie Van Wassenaer Obdam, heren van Twickel, in bruikleen afgestaan aan de joodse gemeente van Delden om daar, buiten de toenmalige stadsgrenzen, hun doden te begraven. De oudste schriftelijke vermelding van de begraafplaats dateert uit 1771 toen de joodse gemeenschap Carel George van Wassenaer Obdam, heer van Twickel, verzocht om maatregelen te nemen tegen zijn pachter Jan Averink, die regelmatig de door de Joodse traditie voorgeschreven regels voor de begraafplaats schond. De graaf gaf vervolgens toestemming om een sloot om de begraafplaats te graven "met last aen onze meijers en speciaal aan Jan Averink, dezelve geheel ongemolesteert te laten (...)". In de loop der tijd zijn er veel joodse ingezetenen van Delden op deze begraafplaats ter aarde besteld. Van de geplaatste grafstenen resteert nog één intacte steen en het restant van één andere steen. De intacte steen is de grafsteen van Rachel van Gelder, die in 1864 is overleden.
Na de invoering van de Wet op de lijkbezorging in 1869 voldeed deze begraafplaats niet aan de wettelijk eisen omdat een omheining ontbrak. De eigenaar van het terrein, baron Van Heeckeren van Wassenaer, was niet van plan een dergelijke omheining op zijn landgoed te plaatsen. Wel stelde hij een ander terrein in het Flier ten zuiden van Delden beschikbaar aan de joodse gemeenschap. Deze nieuwe begraafplaats werd omstreeks 1879 in gebruik genomen.
Sinds 1838 was er sprake van een zelfstandige joodse gemeente in Delden. De synagoge van deze gemeente dateert echter al uit de 18e eeuw. Halverwege de 19e eeuw bereikte de joodse gemeente in Delden haar grootste omvang en telde toen bijna zeventig leden. Tijdens de Tweede Wereldoorlog werd een groot deel van de joodse bevolking van Delden door de Duitsers gedeporteerd naar de vernietigingskampen en vermoord. Na de Tweede Wereldoorlog verloor de gemeente haar zelfstandigheid en werd eerst bij de joodse gemeente van Enschede en daarna bij die van Hengelo gevoegd.
Tijdens de Tweede Wereldoorlog is er door de Duitse troepen nogal wat schade aangericht aan Huize 't Eysink en waarschijnlijk ook aan de daarachter gelegen begraafplaats. In 1975 werd de begraafplaats door de stichting Twickel voor onbepaalde tijd in erfpacht gegeven aan het Nederlands-Israëlitisch Kerkgenootschap. In 1995 werd de begraafplaats erkend als een gemeentelijk monument. In 2003 werd het terrein opgeknapt en werd er een gazen omheining geplaatst.